# Pachylia
Pachylia este un gen de molii din familia Sphingidae. 

## Specii
- Pachylia darceta Druce, 1881
- Pachylia ficus (Linnaeus, 1758)
- Pachylia syces (Hübner, 1819)

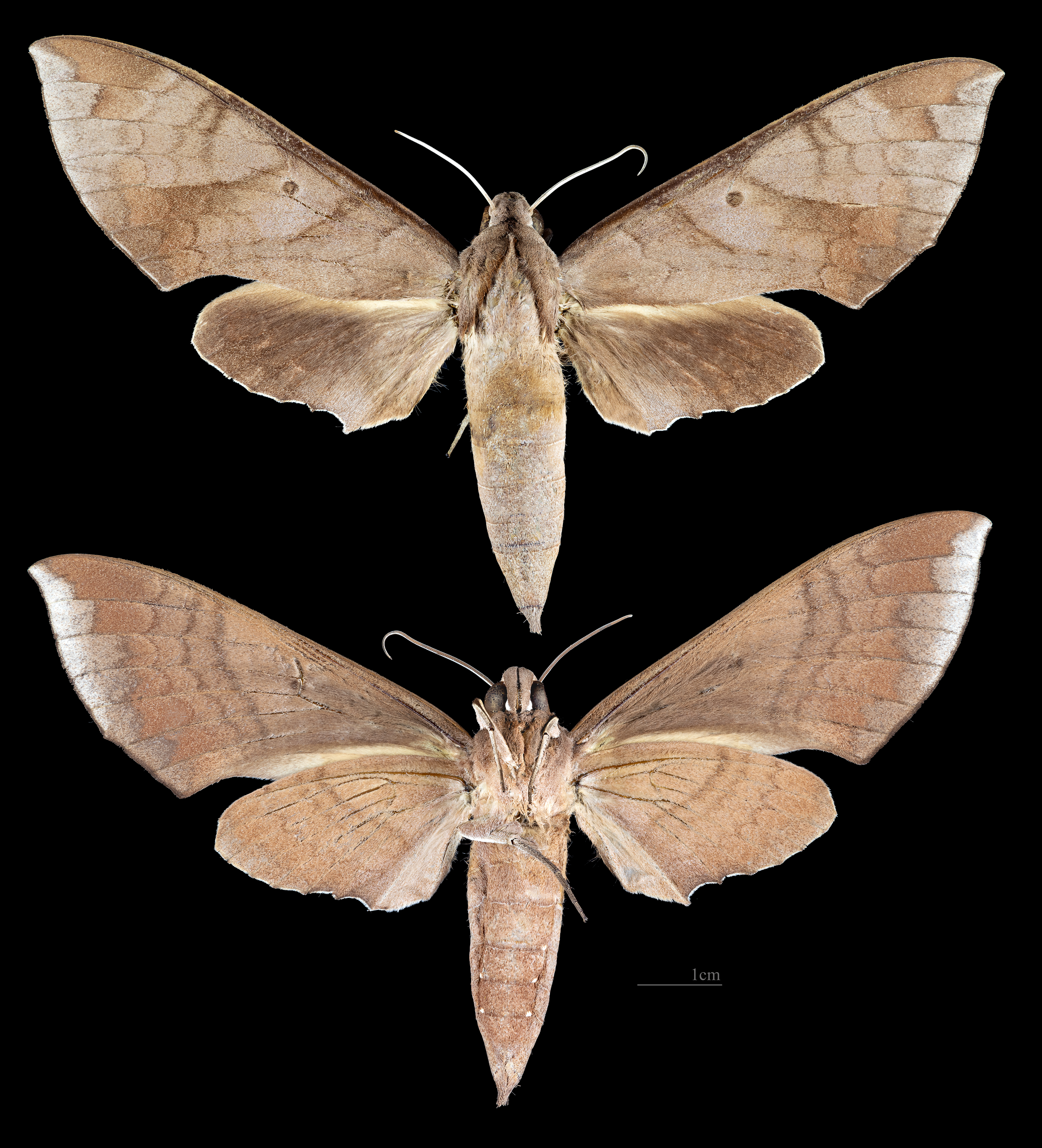
Pachylia darceta
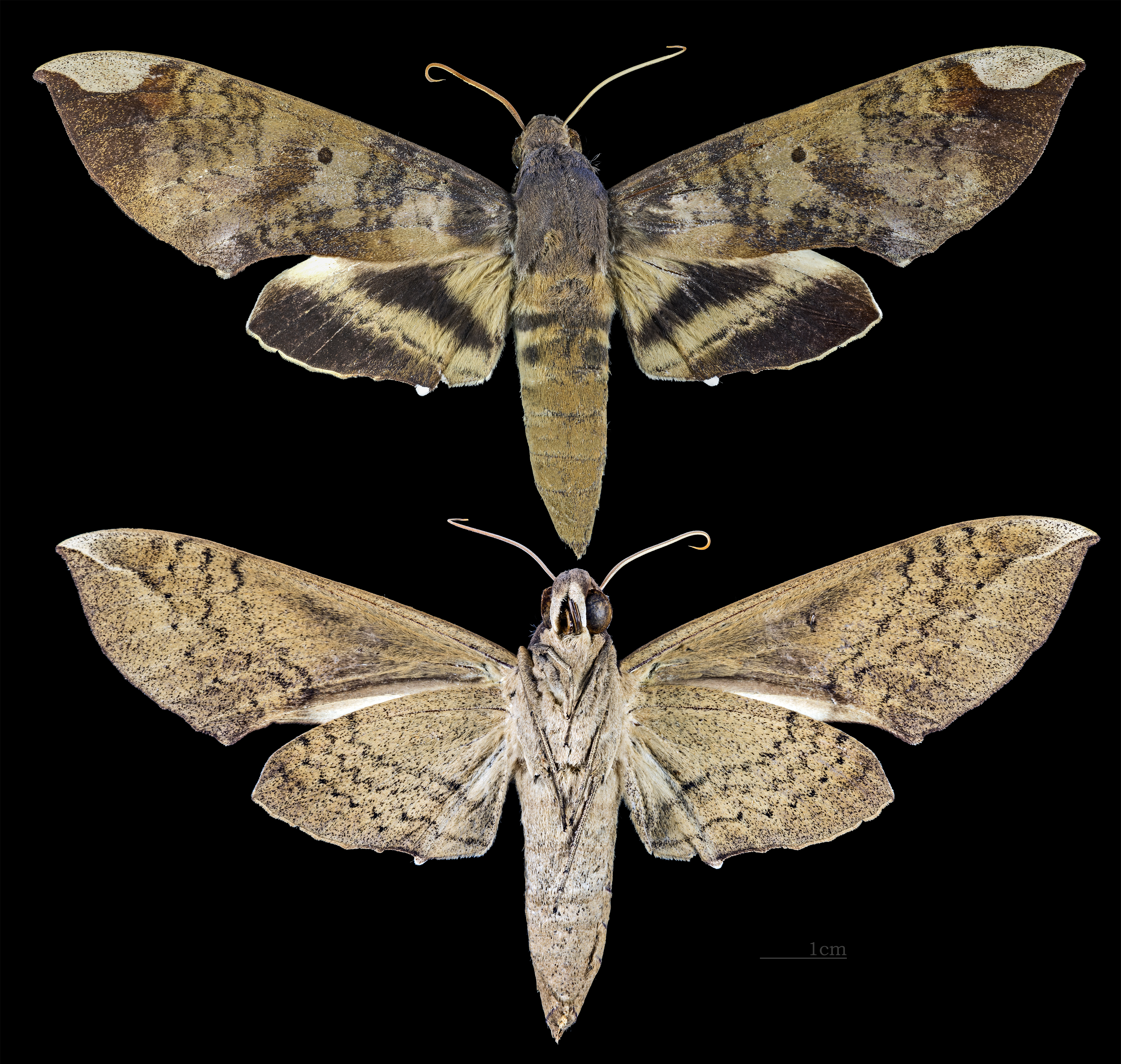
Pachylia ficus
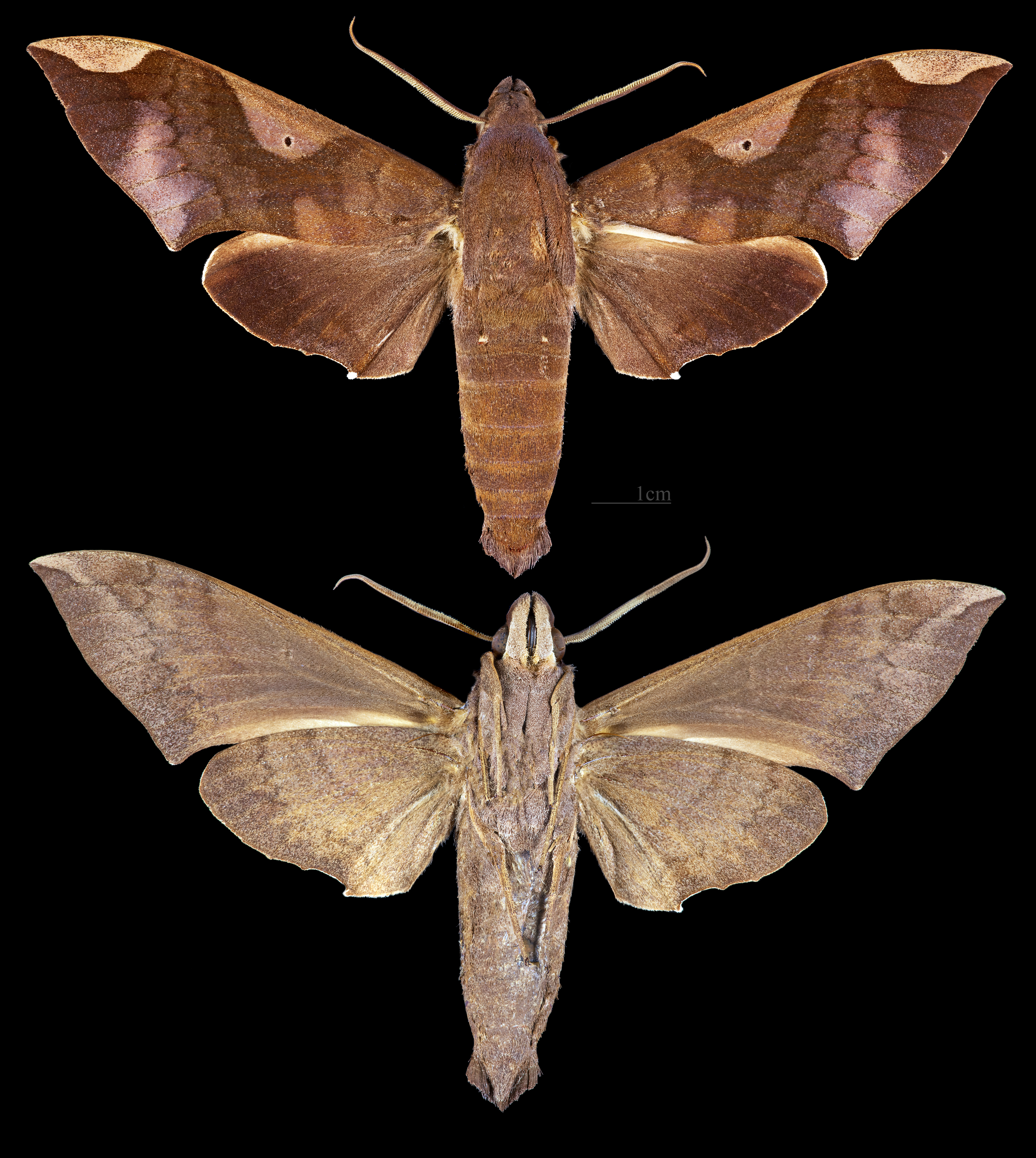
Pachylia syces